# 10 könnyű zongoradarab (Bartók)
1908-ban keletkezett az oktatási célokra szánt 10 könnyű zongoradarab, Bartók Béla műve szóló zongorára (Sz 39, BB 51).
- Tételek:

Ajánlás
1. Paraszti nóta
2. Lassú vergődés
3. Tót legények tánca
4. Sostenuto
5. Este a székelyeknél
6. Gödöllei piactéren leesett a hó
7. Hajnal
8. "Azt mondják, nem adnak"
9. Ujjgyakorlat
10. Medvetánc

## Autográf anyagok
- Első fogalmazvány, 8. szám és „Ajánlás” (Bartók Archívum, Budapest: 488, illetve Bartók Péter floridai magángyűjteménye 19PS1)
- Autográf leírás (hiányos: a 3. számból nincs kézirat): „Ajánlás”, 1–2., 4., 6–10. szám (Bartók Péter gyűjteményében 19PS2); 5. szám, „Este a székelyeknél” (MTA Zenetudományi Intézet Fond 2/27). E kézirat teljes formája volt a R 293 elsőkiadás (1908) metszőpéldánya
- Az elsőkiadás javított korrektúralevonata (Bartók Archívum, Budapest: BH36)
- A revideált Rv kiadás egy javított példánya (Bartók Péter gyűjteménye 19PFC1)
- Az 1., 2., 3., 8. szám javított változata (1937), metszőpéldány a Zongorázó ifjúság válogatáshoz (I/12, II/8–10) (OSZK Ms. Mus. 3190).